# Publicidad subliminal

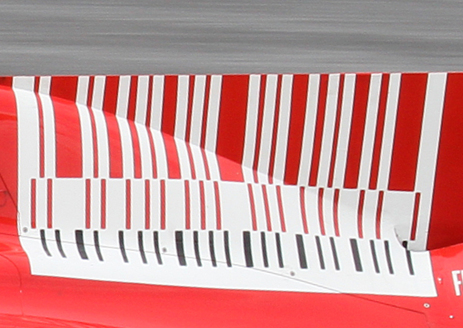
Publicidad subliminal con código de barras de Marlboro, sobre el Ferrari F10 de Fernando Alonso (2010).

Se considera publicidad subliminal a cualquier texto o material audiovisual que se emite por debajo del umbral de percepción consciente y que incita al consumo de un producto. También es aplicable a aquellos mensajes visuales que contienen información que no se puede observar a simple vista, como por ejemplo los anuncios de imagen fija en revistas ilustradas o en carteles.
En el caso de las imágenes en movimiento el ser humano no es capaz de percibir de manera consciente cada una de las imágenes que se proyectan sobre una pantalla a una cadencia de más de 14 imágenes por segundo. Sin embargo el cerebro sí que es capaz de percibirlas, de tal manera que cualquier mensaje que se inserte por este método puede ser percibido de forma subconsciente, lo que algunos han aprovechado para afirmar que este tipo de imágenes influyen en la voluntad del individuo a la hora de realizar una determinada actividad (consumir un determinando producto o marca; sentir algún tipo de sensación, placentera o repulsiva; o incitar alguna necesidad: sed, hambre, terror, etc.).
En suma, los estudios más recientes en el campo de la publicidad subliminal, finalmente han demostrado que si las condiciones son las correctas los mensajes subliminales funcionan.

## Legislación
En el caso español, la Ley General de Publicidad  de 1988 incluye la publicidad subliminal como un tipo de publicidad ilícita definiéndola como: 

"... aquella que por ser emitida con estímulos en el umbral de la sensibilidad no es conscientemente percibida"

 Hay que apuntar que esta definición no la realizaron juristas propiamente dichos, sino un psicólogo, dado que ninguno de los ponentes sabía exactamente de qué se trataba ni tenía indicios de su existencia. Aun así, se consideró conveniente prohibir dicha manipulación publicitaria.
	
También en Noruega existen sanciones para quien emita mensajes ocultos en televisión. y en la Unión Europea ha habido una propuesta de prohibir este tipo de publicidad con el fin de proteger a la infancia y a los jóvenes.

## Historia
El supuesto experimento es realizado en 1957 en los Estados Unidos por James Vicary consistió en incluir uno o dos fotogramas por minuto con la marca que se deseaba publicitar (algunas fuentes indican que dicha marca fue Coca Cola, otras fuentes dicen que fue una firma local de palomitas, y otras finalmente dicen que eran ambas a la vez). En 1962 Vicary fue entrevistado por la revista Advertising Age y declaró que el experimento en realidad era un montaje que se llevó a cabo debido a que su empresa pasaba por dificultades económicas. De todas estas informaciones se deduce que dicha prueba nunca se realizó, por tanto es un tecnomito y como ocurre con muchos otros tecnomitos, esta se ha difundido a través de numerosas publicaciones carentes de rigor científico. 
En 2006, Johan C. Karremans, de la Radboud University de Nijmegen (Holanda), y sus colaboradores quisieron ver si podían inducir subliminalmente a unos voluntarios a tener preferencia por una particular marca de bebida, concretamente Lipton Ice. Para ello eligieron una marca de agua mineral llamada Spa Rood que era igualmente de efectiva para apagar la sed que Lipton Ice. A unos 61 voluntarios se les solicitó una tarea de observación que consistía en que contaran cuántas veces una cadena de bes mayúsculas (B) contenía una be minúscula (b) infiltrada. Cada cadena de B aparecía por 300 milisegundos, mientras que durante 23 milisegundos aparecía una secuencia sin significado o con el mensaje subliminal “Lipton Ice”. Finalmente se les preguntaba si querían "Lipton Ice" o "Spa Rood" mediante la presión sobre una tecla. Se les decía además que eso formaba parte de otro estudio totalmente distinto. De esta manera pudieron comprobar que los voluntarios que dijeron que estaban sedientos estaban más dispuestos a elegir "Lipton Ice" sólo si habían recibido el mensaje subliminal.
En un segundo estudio los investigadores hicieron que la mitad de 105 voluntarios se sintieran sedientos dándoles un alimento con mucha sal antes de realizar el experimento. Al finalizar, como se había pronosticado, comprobaron que el mensaje subliminal había tenido éxito entre los sedientos. El 80% de estos eligieron "Lipton Ice" frente sólo al 20% del grupo de control que no fue expuesto al mensaje. Sin embargo aquellos que no se encontraban sedientos no escogieron preferiblemente la bebida en cuestión, a pesar del mensaje subliminal. El experimento demostró que en determinadas circunstancias la publicidad subliminal funcionaba.
En 2009, la revista de la Asociación Estadounidense de Psicología, defendió que los estímulos subliminales están subordinados a estímulos asociativos estructurados previamente y que su único papel es el de reforzar una determinada conducta o una determinada actitud previa, sin que haya pruebas concluyentes de que el estímulo que provoca esas conductas sea propiamente subliminal.
Se sigue especulando acerca de este efecto, como en la revista de la Asociación Estadounidense de Psicología, que demostró que los estímulos subliminales están subordinados a estímulos asociativos estructurados previamente y que su único papel es el de reforzar una determinada conducta o una determinada actitud previa, sin que haya pruebas concluyentes de que el estímulo que provoca esas conductas sea propiamente subliminal.

## Algunos casos denunciados
A causa del experimento de James Vicary y su enorme difusión en el mundo de la publicidad proliferaron ejemplos de casos que aparentemente explotaban impulsos sexuales primarios.
- Se acusó al anuncio de Vetiver de la marca Puig de publicidad subliminal cuando la modelo sacaba un brazo de la piscina y lo apoyaba en el suelo en la sombra de la entrepierna proyectada por un modelo. La agencia de publicidad respondió que fue una casualidad y que la modelo no tenía instrucciones de colocar la mano en ningún sitio prefijado.[9]

- También se dice que la botella de Coca-Cola fue diseñada 'subliminalmente' porque su forma recuerda a la de un cuerpo de mujer. Sin embargo, sus creadores afirmaron que el objetivo del envase era ser sujetado sin problemas pese a estar mojado, frío y no tener superficies ásperas, y que la inspiración para su diseño fue la semilla de Cacao.[10]

Todos estos casos suelen ser pareidolias, siendo la única excepción el caso de la película Los Rescatadores (conocida también como Bernardo y Bianca), donde aparece una mujer desnuda en la ventana de un edificio, pero esto solo se puede ver en cámara lenta, mediante un análisis cuadro por cuadro. Altos ejecutivos de Disney afirmaron que dicha imagen había sido insertada no por sus empleados directos, sino por alguno de los encargados del montaje de dicho film (trabajo que había sido sub-contratado). Con todo, miles de copias tuvieron que ser retiradas del mercado.
- A-style levantó controversia debido a una agresiva campaña publicitaria basada alrededor de su logotipo, una A estilizada que parece simular un encuentro sexual. La marca ha declarado que la polémica detrás del diseño es completamente intencionada[12]

## Estudios acerca de la publicidad subliminal en imágenes fijas
Entre los investigadores a favor es ya leyenda Wilson Bryan Key, recopilador de mensajes ocultos en anuncios publicitarios, principalmente asociados con sexo y muerte. Uno de sus estudios más citados es el de un anuncio de whisky en el que Key encontró varias figuras ocultas en los cubos de hielo. Sin embargo, para otros investigadores Key es alguien con una fijación sexual.
En realidad estos ejemplos no serían subliminales en cuanto que las imágenes, los ambientes y las situaciones son conscientemente percibidos, como demuestra el que el espectador sea capaz de describirlos y analizarlos.
Lluís Bassat sugiere una interesante observación al indicar que el objetivo actual de la publicidad es "conseguir que el consumidor tenga en cuenta la marca cuando toma la decisión", tendencia opuesta al objetivo de la publicidad subliminal. A su vez, Fernando Ocaña hace ver que lo esencial en el campo de la planificación de medios es obtener el mayor recuerdo posible, lo que lleva implícito una percepción consciente y no inconsciente como debería ser el caso.
Los estudios de psicología más difundidos dicen que para que un estímulo pueda producir algún efecto es necesario que sea percibido. Continuamente estamos sometidos a una gran cantidad de estímulos que el cerebro debe anular para evitarnos la locura. Se ha calculado que para poder procesar todos los estímulos que recibe la vista sería necesario un cerebro de un año luz cúbico.
Por otro lado, ciertos descubrimientos de la psicología experimental y las neurociencias, muestran que las transmisiones de información a través de las neuronas responden a la ley del todo o nada. En otras palabras, para que una información se transmita a través de una neurona debe darse un potencial de acción y en ese punto sólo hay dos opciones: o se transmite un potencial de acción o no se transmite. Cuando un potencial de acción se transmite se debe a que los estímulos han superado el umbral mínimo de percepción, pero cuando no lo superan no hay potencial de acción. Teniendo en cuenta que los estímulos subliminales están, por definición, por debajo del umbral mínimo que genera un potencial de acción, cabe argumentar que el cerebro humano no llega a percibir ni consciente ni inconscientemente los mensajes subliminales.[cita requerida]

### Publicidad asociativa
En ocasiones se confunde la técnica subliminal con la técnica asociativa. Así en ejemplos como:
- Los anuncios de bebidas alcohólicas suelen ir acompañados de grupos de jóvenes, bien vestidos y exitosos. No sólo es la bebida alcohólica lo que el consumidor adquiere, también obtiene aceptación del grupo social.
- Un automóvil se anuncia y se asocia con éxito, belleza y virilidad.
- Los productos para el hogar son anunciados por familias felices y completas (con padre, madre y dos o tres hijos), quienes viven en una casa que indica su posición social.
- En muchos de los anuncios de productos cosméticos, como lociones o perfumes, es una pareja joven, sensual, bella, quien vende el producto. Esto apela al deseo de las personas de encontrar una pareja con ciertas características estéticas, y a que quienes ya la tienen se sientan identificados.

Siguiendo la definición legal española se puede discutir si estos ejemplos no serían subliminales porque las imágenes, los ambientes y las situaciones son conscientemente percibidas, tanto es así que pasado el anuncio se pueden resumir y describir.

### Emplazamiento
Es también habitual identificar de manera errónea publicidad subliminal con el emplazamiento (product placement en inglés, cuya traducción literal sería producto expresamente colocado).
Uno de los muchos casos existentes lo crearon los productores de Parque Jurásico III, película en la que se pidió apoyo al ejército de Estados Unidos para rodar el rescate final de Isla Nubla. La Infantería de Marina de Estados Unidos ofreció varios barcos, vehículos blindados, soldados y un helicóptero a cambio de que se cambiara la frase del guion "Alguien que tiene un amigo en el Departamento de Defensa" por "Alguien que tiene un amigo en los Marines" y el helicóptero girara frente a la cámara mostrando al público la inscripción "Marines".
Es cierto que se ha acusado a varias series de televisión y películas de usar y abusar del emplazamiento; pero esta forma de publicidad encubierta no es subliminal toda vez que las imágenes, sonidos, comentarios, etc. están dentro del umbral de la sensibilidad y son percibidos de manera totalmente consciente por la audiencia; incluso puede ser causa de rescisión de contrato si el producto no está en pantalla el suficiente tiempo o no se ve con la suficiente claridad, tal cual se escribió en el guion.

## Conclusiones
Ha pasado mucho tiempo desde los primeros experimentos llevados a cabo por Peirce y Jastrow (1884) o los estudios de Black y Bevan (1960), y las técnicas de persuasión subliminal han evolucionado considerablemente. No obstante, la existencia de la publicidad subliminal en concreto es un tema que continúa provocando controversias. Así la OCU ha publicado estudios sobre la publicidad emitida en España, incluido el de enero de 2006 dedicado exclusivamente a la publicidad encubierta, y no ha encontrado ningún caso con esta práctica ilícita. En otros estudios sobre el fenómeno publicitario no se hace ni tan siquiera referencia a la publicidad subliminal, ni como formato ni como soporte. Para algunos investigadores, psicólogos y publicistas la publicidad subliminal tiene mucho de leyenda urbana; sin embargo, las investigaciones más recientes finalmente han demostrado que si las condiciones son las correctas los mensajes subliminales funcionan.